# Kantonsschule Zug
Die Kantonsschule Zug (KSZ) in Zug ist ein öffentliches Gymnasium des Kantons Zug und eine Wirtschaftsmittelschule. Die Kantonsschule Zug bietet eine eidgenössisch anerkannte Maturität und die Ausbildung zur Kauffrau / zum Kaufmann EFZ mit Berufsmaturität. Zurzeit besuchen etwa 1600 Schülerinnen und Schüler die Schule, sie werden von 217 Lehrerinnen und Lehrern unterrichtet. Somit ist sie die grösste Schule des Kantons.
Um an der Kantonsschule Zug aufgenommen zu werden, muss ein Zuweisungsentscheid vorliegen. Es wird keine Prüfung, wie an anderen Schweizer Gymnasien, verlangt.

## Geschichte
Die Schule wurde 1861 gegründet.

## Lehrgänge
In der ersten und zweiten Klasse des Gymnasiums werden zwei Profilfächer angeboten:
- 1. Jahr: Geometrisches Praktikum (GP), und im 2. Jahr: Programmieren und Technik (MINT)
- Latein

Ab der dritten Klasse ersetzt ein Schwerpunktfach das Profilfach, von dem auch verschiedene Bereiche zur Auswahl stehen:
- Latein
- Französisch
- Italienisch
- Spanisch
- Englisch
- Musik
- Bildnerisches Gestalten (BG)
- Biologie/Chemie
- Wirtschaft und Recht
- Anwendungen der Mathematik/Physik

In der sechsten Klasse kommt schliesslich noch ein Ergänzungsfach hinzu, das fünf Lektionen pro Woche unterrichtet wird und eine der fünf schriftlichen und mündlichen Maturaprüfungen ausmacht.
In der Wirtschaftsmittelschule werden die Schwerpunkte Wirtschaft, Sprachen (Deutsch, Englisch und Französisch), Informatik und Allgemeinbildung gesetzt. Einzigartig ist die Ausbildung zur Mehrsprachigen Berufsmaturität (Deutsch/Englisch) als Wahlangebot.

## Promotion
Um an der Kantonsschule unterrichtet werden zu dürfen, muss man die Promotionsbedingungen erfüllen:
Alle Fachnoten werden von den Lehrpersonen für das Zeugnis auf halbe Noten gerundet. Ungenügende Noten (< 4) im Zeugnis müssen doppelt kompensiert werden. Dabei muss die Differenz zwischen der ungenügenden Note und 4 ausgerechnet werden. Die Differenz wird verdoppelt und wird «dem Konto abgezogen». (0 – (n – 4) * 2) Bei allen Zeugnisnoten, die über einer 4 sind, wird ausserdem die Differenz zu 4 ausgerechnet und direkt «dem Konto gutgeschrieben». Der «Kontostand» darf dabei nicht unter 0 sein.
Eine 3.5 im Zeugnis muss z. B. mit einer 5 oder zwei 4.5 in anderen Fächern kompensiert werden. Ausserdem gilt die Regel, dass es maximal 3 ungenügende Noten im Zeugnis geben darf.
Wenn ein Schüler oder eine Schülerin die Promotionsbedingungen nicht erfüllt, gilt der Schüler oder die Schülerin bzw. das Zeugnis als provisorisch. Bei einem provisorischen Zeugnis muss der Schüler oder die Schülerin das entsprechende Jahr wiederholen oder, wenn dies schon einmal der Fall war, die Schule verlassen. Die 7. Klasse kann nicht wiederholt werden. 

## Fächer

### Pflichtfächer
(Quelle: )

#### Pflichtfächer auf der Unterstufe: 7. und 8. Schuljahr
| Fach                                  | Promotionswirksam | Spezielles                                        |
| ------------------------------------- | ----------------- | ------------------------------------------------- |
| Deutsch                               | Ja                |                                                   |
| Französisch                           | Ja                |                                                   |
| Englisch                              | Ja                |                                                   |
| Geschichte                            | Ja                |                                                   |
| Geografie                             | Ja                |                                                   |
| Religionskunde                        | Ja                |                                                   |
| Mathematik                            | Ja                |                                                   |
| Biologie                              | Ja                |                                                   |
| Bildnerisches Gestalten (BG)          | Ja                |                                                   |
| Musik                                 | Ja                |                                                   |
| Naturwissenschaftliches Propädeutikum | Ja                | 8. Klasse                                         |
| Wahlbereich Unterstufe                | Ja                | Latein oder GP und Mint                           |
| Klassenstunde                         | Nein              |                                                   |
| Sport                                 | Nein              |                                                   |
| Hauswirtschaft                        | Nein              | Zweiwöchiger Unterrichts- block in der 8. Klasse. |

#### Pflichtfächer im Maturalehrgang 9. bis 12. Schuljahr
| Fach                                   | Promotionswirksam | Spezielles |
| -------------------------------------- | ----------------- | --- |
| Deutsch                                | Ja                | Grundlagefach 1. Landes- sprache gemäss MAR                                                                                      |
| Französisch                            | Ja                | Grundlagefach 2. Landes- sprache gemäss MAR                                                                                      |
| Englisch (ev. Italienisch oder Latein) | Ja                | Grundlagefach 3. Landes- sprache gemäss MAR (Italienisch oder Latein kann nur wählen, wer Englisch im Schwerpunkt- fach belegt.) |
| Geschichte                             | Ja                | |
| Geografie                              | Ja                | |
| Wirtschaft und Recht                   | Ja                | |
| Mathematik                             | Ja                | Grundlagefach Mathematik gemäss MAR                                                                                              |
| Physik                                 | Ja                | |
| Chemie                                 | Ja                | |
| Biologie                               | Ja                | |
| Bildnerische Gestaltung / Musik        | Ja                | Grundlagefach gemäss MAR. Es wird eines der beiden Fächer gewählt                                                                |
| Schwerpunktfach                        | Ja                | |
| Ergänzungsfach                         | Ja                | |
| Maturaarbeit                           | Ja                | |
| Informatik                             | (Ja)              | Pflichtfach im 9. und 10. SJ. 9. Jahr: Promotions- fach; 10. Jahr: Verrechn- ung der Note mit Mathe- matik                       |
| Medien                                 | Ja                | Pflichtfach in der 10. Klasse |
| Sport                                  | Nein              | |
| Angewandte Gestaltung                  | Nein              | Zweiwöchiger Block in der 9. Klasse. Einwöchiger Block in der 11. Klasse                                                         |
| Kunst und Kultur                       | Ja                | Zwei Lektionen pro Woche im Abschlussjahr                                                                                        |

### Schwerpunktfächer
Mitte des 8. Schuljahres wählen die Schüler und Schülerinnen ein Schwerpunktfach. Dabei können von den folgenden Fächern gewählt werden:
- Latein (LA)
- Italienisch (IT)
- Französisch (FR)
- Spanisch (SP)
- Englisch (EN)
- Biologie und Chemie (BC)
- Physik und Anwendungen der Mathematik (PM)
- Wirtschaft und Recht (WR)
- Bildnerische Gestaltung (BG)
- Musik (MU)

Die Schülerinnen und Schüler werden vom 9. bis zum 12. Schuljahr 4 Lektion pro Woche im Schwerpunktfach unterrichtet.
Biologie und Chemie (BC), Physik und Anwendungen der Mathematik (PM) und Wirtschaft und Recht (WR) können bilingual oder trilingual ausgewählt werden. Wenn bilingual, wird der Schüler oder die Schülerin in gewissen Fächern auf Englisch Unterrichtet, bei trilingual auch, zudem jedoch noch in Französisch. Der Schüler oder die Schülerin muss zum Zeitpunkt der Wahl einen Notenschnitt von 4.7 in allen promotionswirksamen Fächern erreichen, um bilingual oder trilingual unterrichtet werden zu dürfen.

## Schülerorganisation
Die Schülerorganisation (SO) der KSZ setzt sich aktiv für die Interessen der Schülerschaft ein. Sie organisiert kulturelle und sportliche Anlässe und gestaltet dadurch das Schulleben kreativ mit.
Seit dem Schuljahr 2020/21 findet die Generalversammlung der SO-Delegierten wieder statt. Diese führen wir durch, um die Meinungen und Ideen der Schülerinnen und Schüler in unsere Sitzungen einzubringen. An der Generalversammlung nehmen die SO-Delegierten der Klassen teil, welche immer am Anfang des Schuljahres gewählt werden. Die GV wird von den aktiven SO-Mitgliedern geleitet.
Semesterweise nehmen die zwei Co-Präsidenten auch an der Info-Z-Sitzung teil, um die Schülerinnen und Schüler bzw. deren Meinung zu vertreten.
Der Vorstand trifft sich zu regelmässigen Sitzung, in der Regel einmal wöchentlich, im eigenen SO-Zimmer (503.1).

## Schülerforum
Das Schülerforum der KSZ setzt sich für die politischen Interessen der Schülerschaft ein.